# Podocarpus brasiliensis
Podocarpus brasiliensis — вид хвойних рослин родини подокарпових.

## Поширення, екологія
Країни поширення: Бразилія (Баїя, Бразилія Федеральний округ, Гояс, Мату-Гросу, Мінас Жерайс, Рорайма); Венесуела. Зустрічається на північ і на південь від басейну Амазонки. Діапазон висот недостатньо відомий; але зразки були зібрані між 800 м і 1600 м над рівнем моря.

## Використання
Зустрічається у віддалених місцях і занадто мале, щоб дерево мало велику цінність для деревини, але може локально були використане на дрова. Цей вид не відомий у культурі.

## Загрози та охорона
Загрози в даний час не відомі. Не відомо, чи вид є в будь-якій з природоохоронних територій.